# Coro polifonico turritano
Il Coro Polifonico Turritano, considerato tra i migliori cori amatoriali italiani, è stato fondato a Porto Torres nel 1959 dal Maestro Don Antonio Sanna che lo ha diretto per 37 anni. Dal 1996 al 2014 il coro è stato diretto da Luca Sannai. L'attuale Direttore è Laura Lambroni.

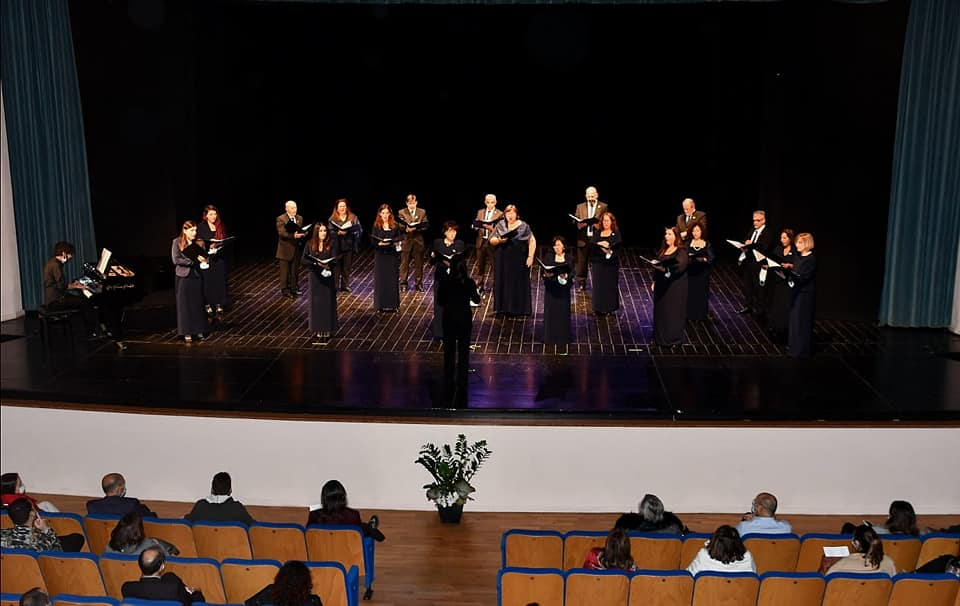
Il Coro Polifonico Turritano

## Storia
Il Coro Polifonico Turritano esegue il suo primo concerto a Porto Torres il 22 novembre 1959. Tale data viene considerata la sua nascita ufficiale.
L'attività artistica comprende oltre 1550 concerti con un ricco repertorio che spazia dal canto gregoriano alla coralità dei contemporanei, dalle opere per coro e strumenti al patrimonio folkloristico della Sardegna. 
L'associazione organizza ogni anno dal 1979 il Festival internazionale di musiche polifoniche "Voci d'Europa", che porta da più di 30 anni sul territorio sardo grandi artisti del mondo musicale e corale.  

## Direttore
Il Coro Polifonico Turritano è stato fondato e diretto per 37 anni dal Maestro Don Antonio Sanna, che ha diffuso nel territorio la passione per la musica corale. Dal 1996 al 2014 il coro è diretto dal Maestro Luca Sannai, che dopo la vittoria del Concorso per diventare Artista del Coro dell'Opéra National de Paris ha passato il testimone all'attuale Direttore, il Maestro Laura Lambroni. 

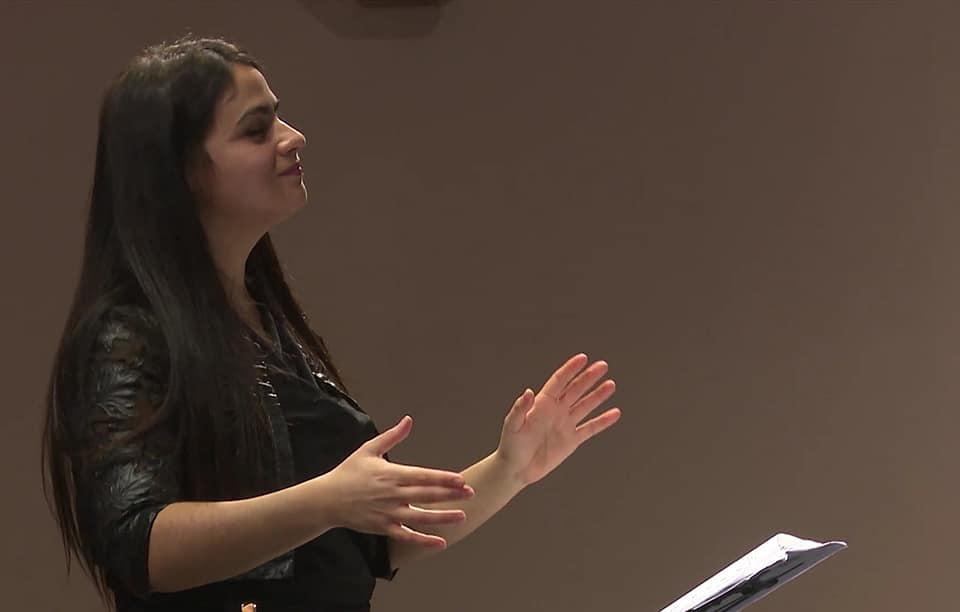
Laura Lambroni, Direttore Artistico del Coro Polifonico Turritano

Laura Lambroni nasce a Sassari nel 1989, nel 2014 consegue il Diploma Accademico di Secondo Livello in Pianoforte presso il Conservatorio di Musica "L. Canepa" di Sassari. Dal 2009 al 2013 è Maestro Sostituto del Coro Misto dell'Associazione Polifonica Santa Cecilia di Sassari; dal 2011 è Preparatore Vocale e Maestro Collaboratore del Coro delle Voci Bianche della medesima associazione, e dal 2014 ne diventa Direttore. Frequenta stage di formazione sotto la guida di Direttori come D. Tabbia, M. Marchetti, M. Berrini, L.Donati. Nel 2015 frequenta e conclude la Scuola Triennale di Direzione Corale "Il respiro è già canto" a Torino e nel 2018 quella della Scuola Superiore Internazionale per Direttori di Coro di Arezzo. Dal 2012 è Docente di Canto Corale presso l'Università delle Tre Età di Sassari, e della stessa città dirige stabilmente anche il Coro dell'Università. È stata membro del Coro da Camera del Conservatorio "L. Canepa" di Sassari, diretto dal Maestro Clara Antoniciello. Dal gennaio 2014 è Direttore Artistico del Complesso Musica Antiqua, dal settembre dello stesso anno è nominata ufficialmente Direttore Artistico del Coro Polifonico Turritano e, successivamente, Direttore Artistico del Festival Internazionale di Musiche Polifoniche "Voci d'Europa". Dal 2016 è inoltre Direttore Artistico dell'Associazione Madrigalisti Turritani, con la quale vince diversi premi. Nel 2017 ri-fonda e dirige le Voci Bianche del Coro Polifonico Turritano. È Direttore del Coro Giovanile Sardo FE.R.S.A.CO per il biennio 2018-2019. 

## Tournée e concerti
Il Coro Polifonico Turritano ha partecipato a festival internazionali in diversi Paesi europei: in Italia (Roma, Palestrina, Milano, Novara, Legnano, Como, Aosta, Cremona, Fano, Cunardo, Anghiari, Crema, Pescara, Parma, Livorno, Lucca), in Germania (Dulken, Aachen, Wernigerode, Altenberg, Colonia, Monaco di Baviera), in Svizzera (Lugano), in Francia (Lourdes, Marsiglia, Tours, Bastia), in Spagna (Tolosa, San Sebastian, Barcellona), in Russia (San Pietroburgo, Novgorod), nella Repubblica Ceca (Praga, Pilzen), in Ungheria (Sopron, Budapest, Pecs), in Slovacchia (Trnava), in Grecia (Atene), in Belgio (Maasmechelen, Bruxelles) e in Polonia (Stettino).
Tra i concerti ha eseguito il concerto inaugurale dell'auditorium Megaro Moussikis Athinion nel 2000, concerti per l'Associazione internazionale di studi sul canto gregoriano di Cremona, concerti di musiche palestriniane per la fondazione G.P. da Palestrina e al Convegno internazionale di studi su Palestrina, concerti in Germania nell'ambito della manifestazione "Il regno di Torres" patrocinato dall'Istituto italiano di cultura di Monaco di Baviera.
Ha eseguito in prima assoluta moderna lo Stabat Mater di Càfaro e la Messa dei Patriarchi di Dipiazza. In tournée italiane ed europee ha eseguito due Missae breves di Mozart, The Mass di Dobrogosz, i Dialoghi di Anerio, il Te Deum di Charpentier in collaborazione con solisti ed orchestra del complesso Musica Antiqua, l'Oratorio di Natale di Johann Sebastian Bach, in collaborazione con l'orchestra Camerata Artemisia, Il Dixit Dominus per soli, coro ed orchestra d'archi di Alessandro Scarlatti, l'opera contemporanea The Armed Man - A mass of peace di C. Jenkins per coro, soli ed orchestra in occasione del decennale del Coro Polifonico Santa Croce di Sorso ed insieme all'Orchestra Enarmonia, la Missa in C, op. 169 per solisti, coro ed orchestra di J.G. Rheinberger in collaborazione con il Coro dell'Università di Sassari, il Coro Santa Croce di Sorso e l'Orchestra Sinfonica dell'Università Cattolica di Eichstattet-Ingolstadt. 

## Premi
Il coro ha vinto più di 50 premi complessivi in concorsi corali, tra i quali 9 primi premi (ad Arezzo, Gorizia e Tolosa, Vittorio Veneto, e Zagarolo). Ha inoltre partecipato ad innumerevoli festival in Italia, Germania, Svizzera, Francia, Spagna, Russia, Repubblica Ceca, Ungheria, Slovacchia, Grecia, Belgio e Polonia.

## Registrazioni
Ha registrato per Radio Colonia (Germania) e per la RAI.
Ha inciso:
- Nel 1990 per la casa discografica Fonè il doppio CD Coro polifonico turritano, con musiche del Palestrina (premio "CD del mese" di Audio records e "Choq de la musique" della rivista francese Le monde de la musique);
- CD Su concordu turritanu di musiche popolari sarde, 1996 (recensito dalle riviste musicali Suono e Cd Classics);
- CD Ave maris stella di canti medievali, 2002 (allegato al volume Il regno di Torres).
- CD Concerto All'Unisono Live, con arrangiamenti per coro e band di brani della musica italiana dagli anni '70 insieme a "Gli Squali" e Gigi Eletti, 2011.

Ha partecipato a programmi televisivi delle emittenti regionali "Videolina" e "Sardegna 1" per le trasmissioni Buonasera Sardegna e Sardegna Canta. 
| Controllo di autorità | VIAF (EN) 3729155044868072520000 |

## Collaborazioni
- Nel 2011 ha collaborato con la band "Gli Squali" e il chitarrista Gigi Eletti per uno spettacolo di beneficenza al Teatro A.Parodi di Porto Torres, eseguendo arrangiamenti di musica italiana dagli anni '70 in poi, dal quale viene inciso anche un disco live.
- Nel 2016 si è esibito sul palco insieme al duo Turritano BBrothers, eseguendo insieme a quest'ultimo il Deus ti salvet, Maria.
- Nel 2019, per i festeggiamenti del decennale del Coro Santa Croce di Sorso, ha collaborato con quest'ultimo e con l'Orchestra Enarmonia per l'esecuzione di The Armed Man - A mass of peace di C. Jenkins.
- Nel 2019, nel contesto del festival Voci d'Europa, ha collaborato in una produzione internazionale all'esecuzione della Missa in C, op. 169 di J.G. Rheinberger, su invito dell'Università di Sassari ed insieme al Coro dell'Università, il Coro Santa Croce di Sorso e l'Orchestra Sinfonica dell'Università Cattolica di Eichstattet-Ingolstadt.